# Manduca ochracea
Manduca ochracea är en fjärilsart som beskrevs av Clark 1927. Manduca ochracea ingår i släktet Manduca och familjen svärmare. Inga underarter finns listade i Catalogue of Life.